# O Veredicto (Franz Kafka)
Das Urteil (em português do Brasil: "O Veredicto" e em português de Portugal “A sentença”) é uma novela escrita por Franz Kafka em 1912, então com 29 anos. A obra explora essencialmente o conflito entre pai e filho (Georg Bendeman, protagonista da história), este prestes a se casar e que mantém uma estranha relação por cartas com um amigo distante.
O conflito paterno é um dos temas mais caros na obra kafkiana, podendo inclusive atribuir-se a esta obra uma forte projeção pessoal de Kafka que mantinha uma difícil relação com o pai. A novela é dedicada a Felice Bauer, que conhecera há poucos dias e que se tornaria sua noiva. Em virtude dela nomeou a personagem Frieda Brandenfeld, noiva de Georg Bendeman, com as mesmas iniciais (F.B.).
Em português brasileiro comumente é publicado em conjunto com a novela "Na colônia penal". 